# Djurgården 4
Djurgården 4 byggdes som ångfärjan Nybron 2 på Brodins varv i Gävle 1897 för Ångfärje AB i Stockholm och sattes in på en linje mellan Nybroviken och Alkärret. 
Hon såldes 1900 till Stockholms Ångslups AB och omdöptes till Djurgården 4. År 1970 såldes hon till Waxholms Ångfartygs AB och fick 1970 ångmaskinen utbytt mot en dieselmotor. Ångfartygs AB Strömma Kanal köpte henne 1974, varefter hon gick på linjen Nybroplan - Vasabryggan - Allmänna gränd. År 2016 sattes hon in på den då nya färjelinjen Klara Mälarstrand - Söder Mälarstrand - Kungsholms strand, kallad Riddarfjärdslinjen.

## Bildgalleri

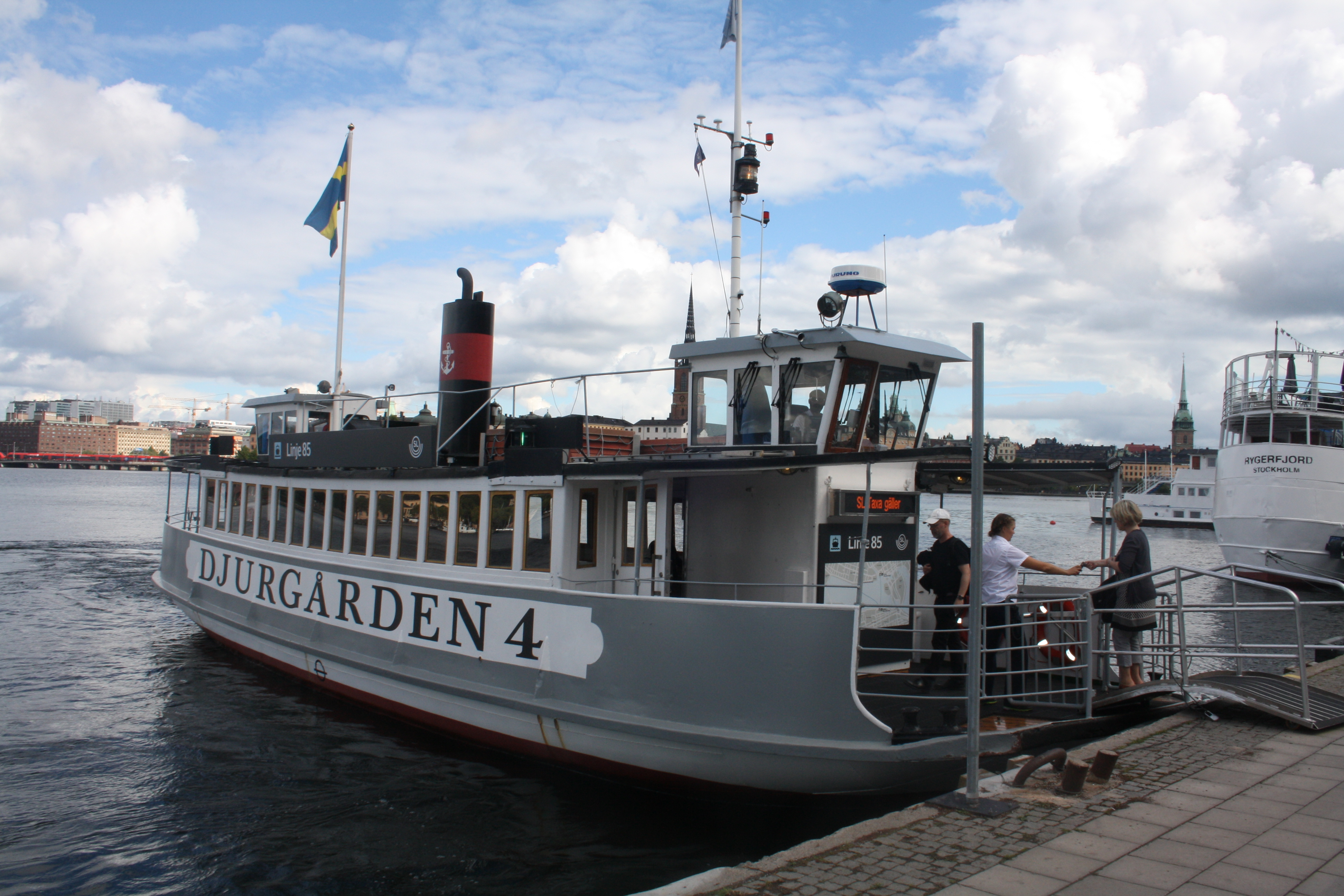
Vid Söder Mälarstrand.
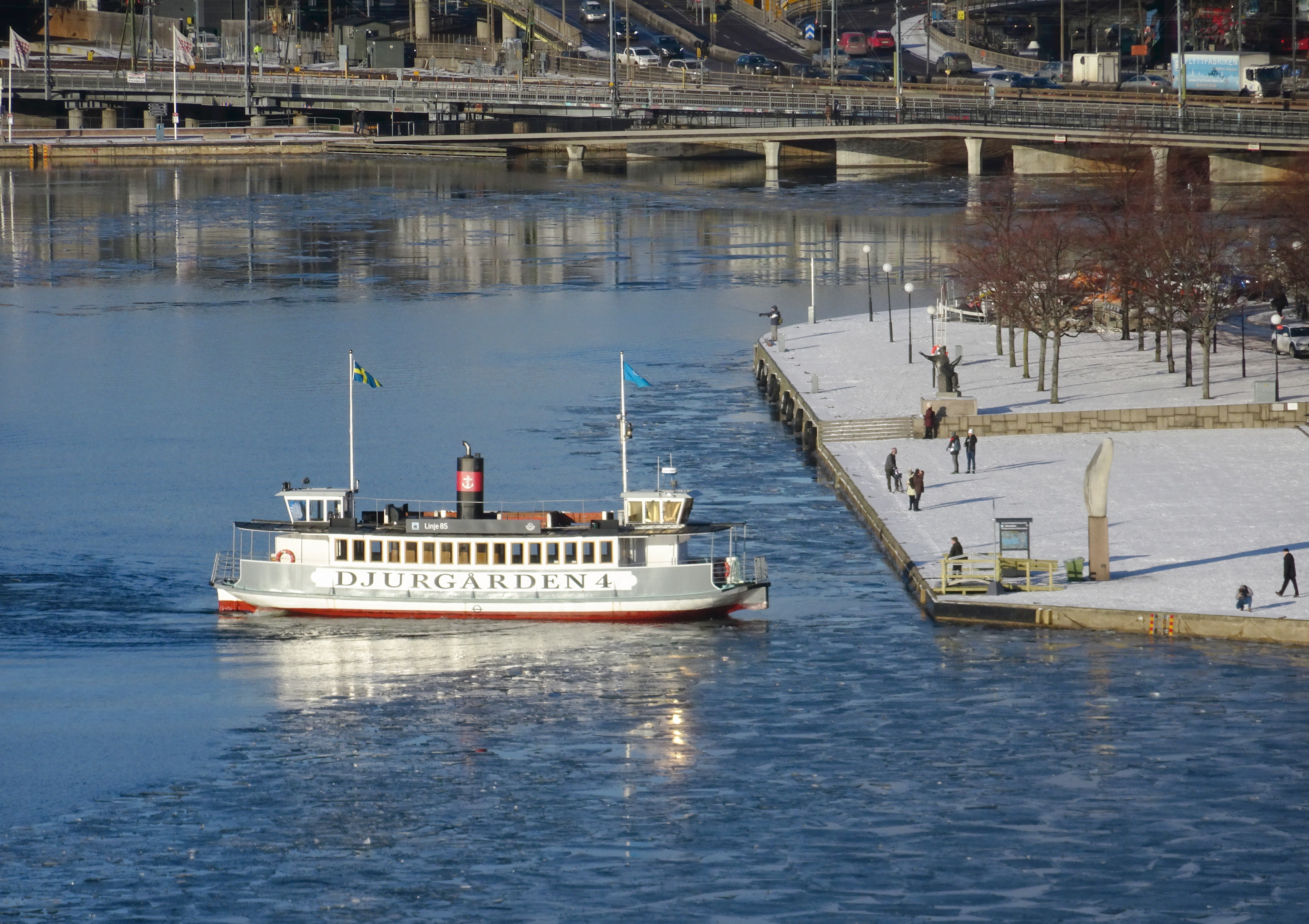
På väg mot Riddarholmen.
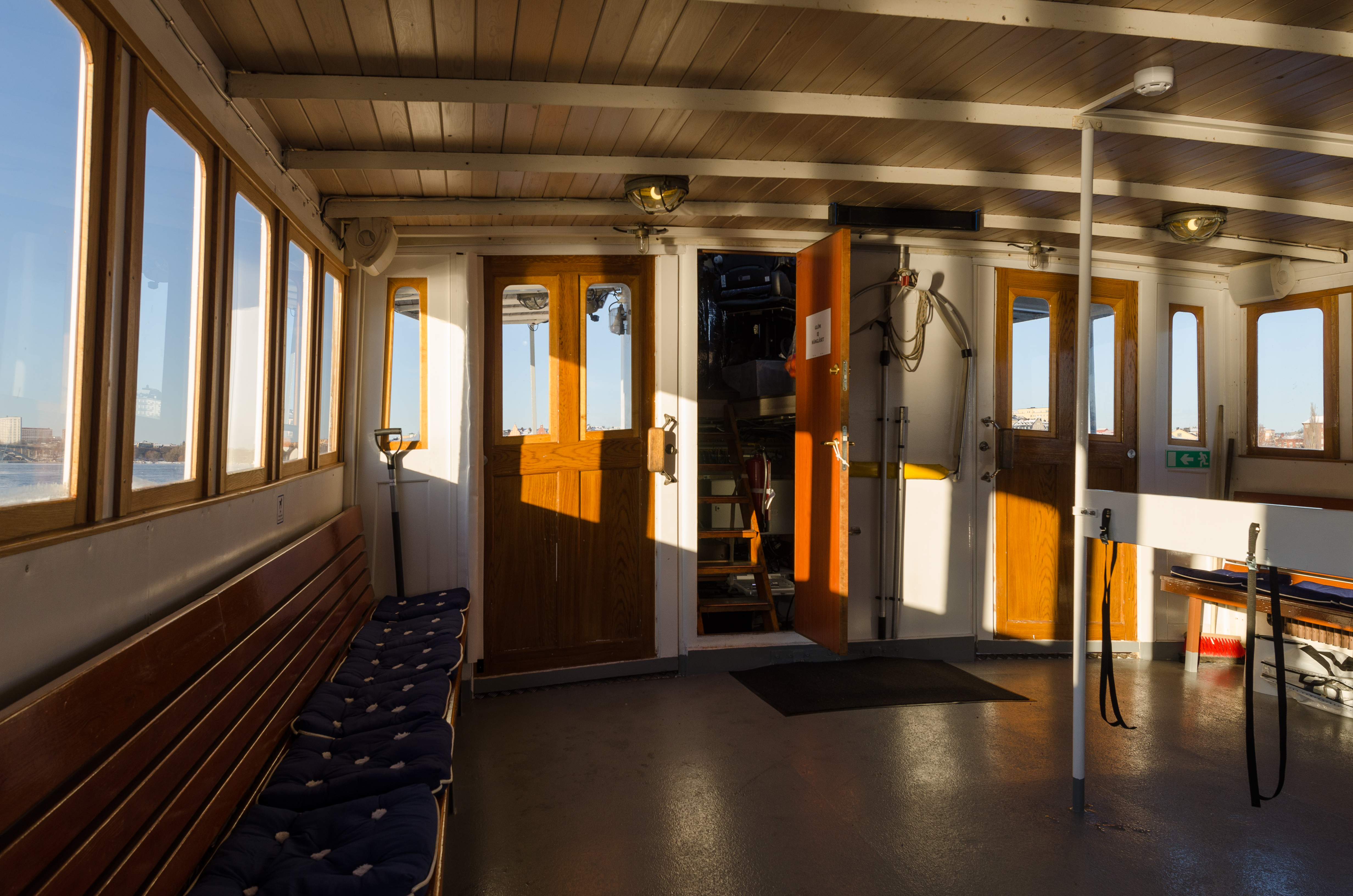
Interiör.
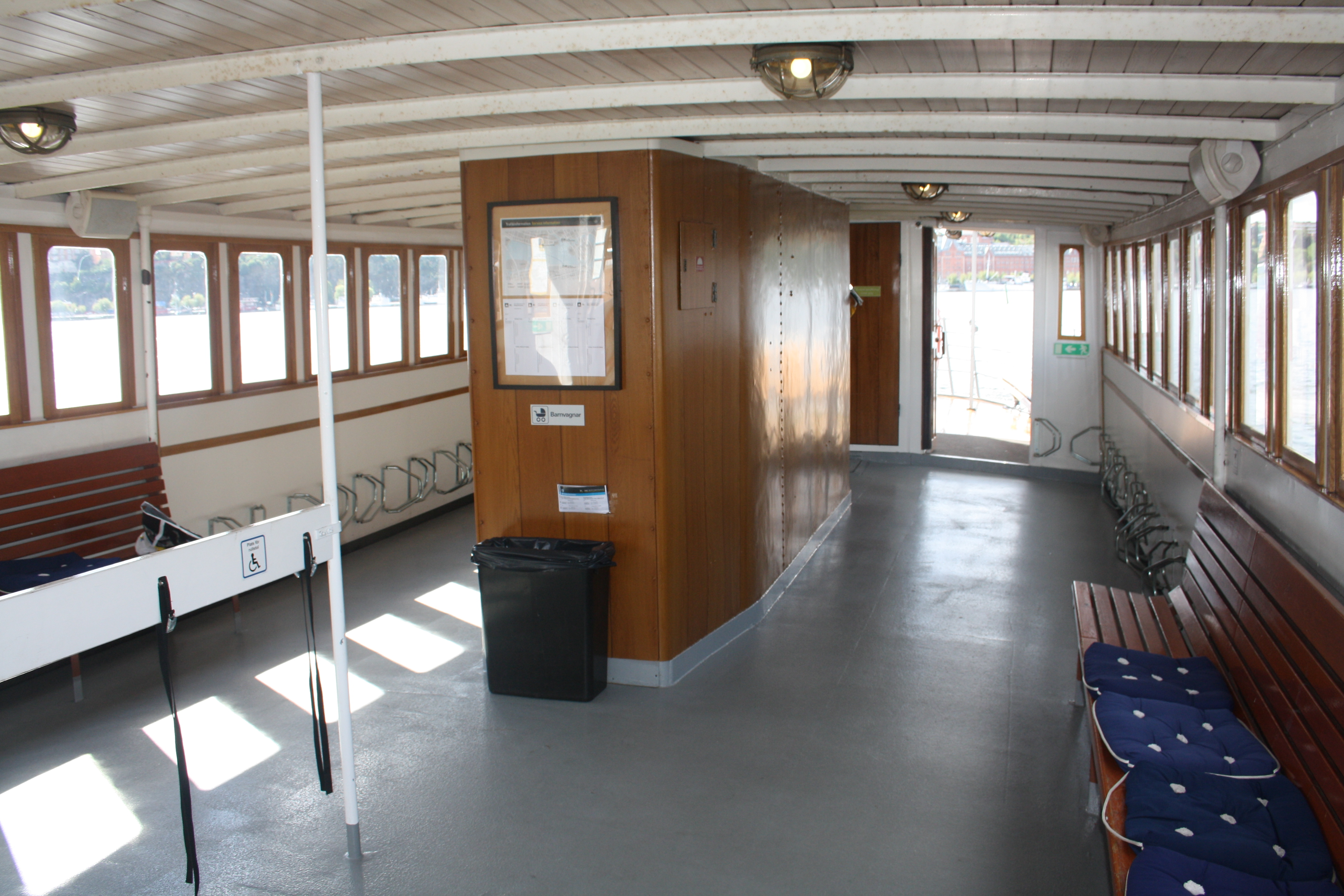
Interiör.